# Rue Taine
La rue Taine est une voie située dans le 12e arrondissement de Paris en France.

## Situation et accès

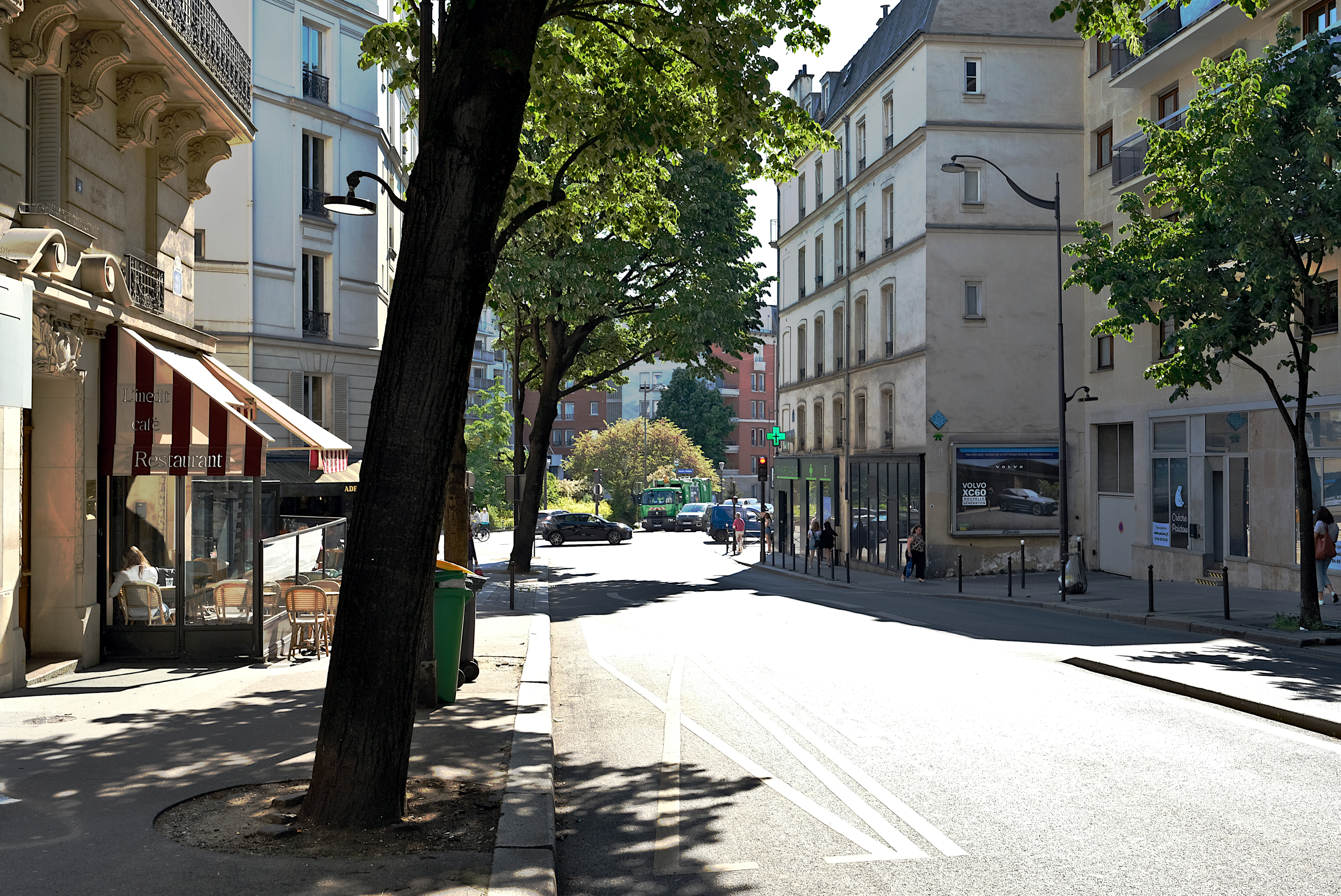
La rue à proximité de la rue de la Lancette (à gauche).

Elle est desservie par la ligne 6 à la station Dugommier et par les lignes 6 et 8 à la station Daumesnil.

## Origine du nom
Elle porte le nom de l'écrivain français, Hippolyte Taine  (1828-1893).

## Historique
La voie est ouverte en 1888 sous le nom « rue Proudhon prolongée » avant de prendre sa dénomination actuelle par un arrêté du 28 décembre 1894.

## Bâtiments remarquables et lieux de mémoire
- No 8 : immeuble de 1908 (architecte F.Delhome).
- No 10 : immeuble de 1905 (architecte F.Delhome).
- No 22 : immeuble de 1922.

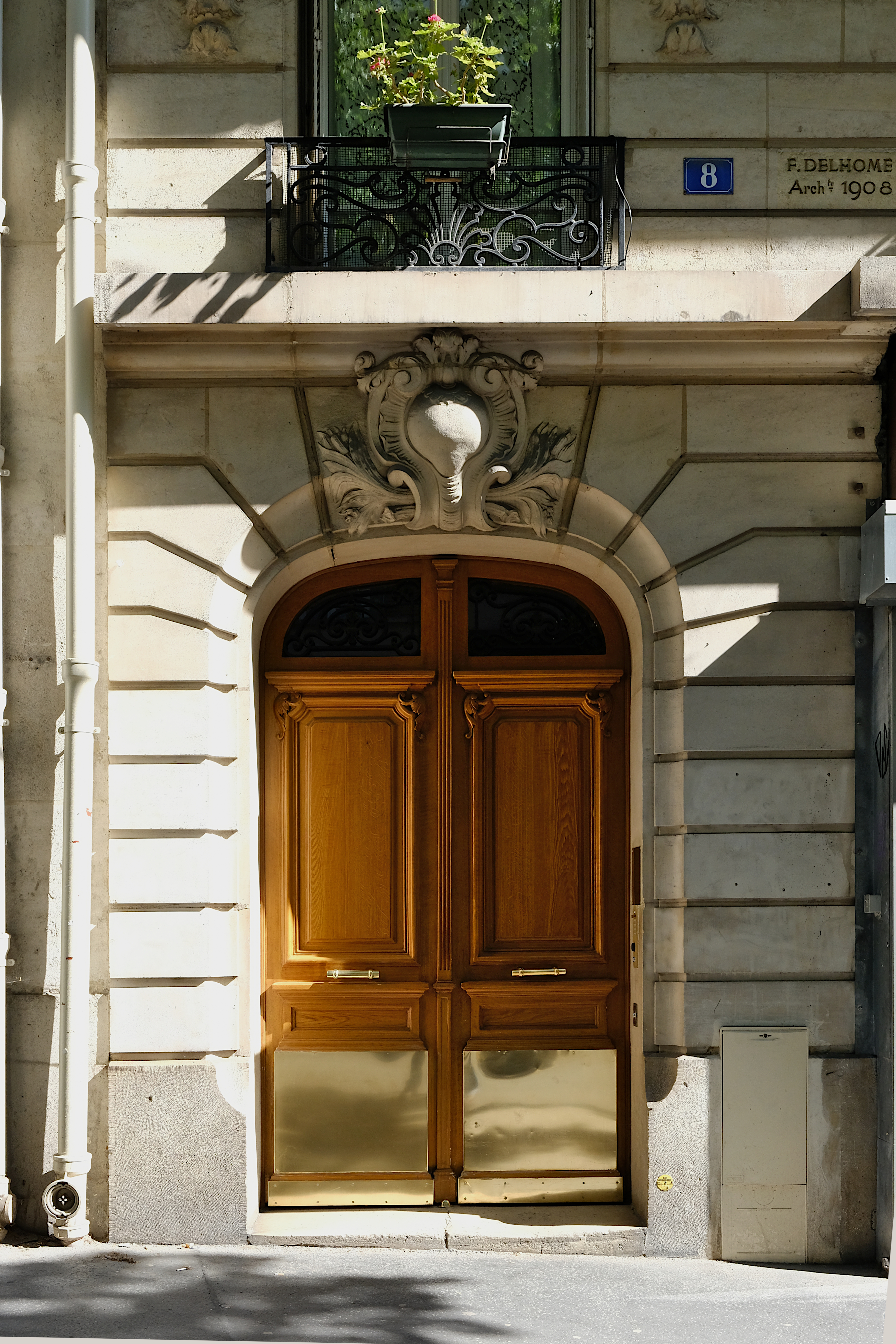
No 8.
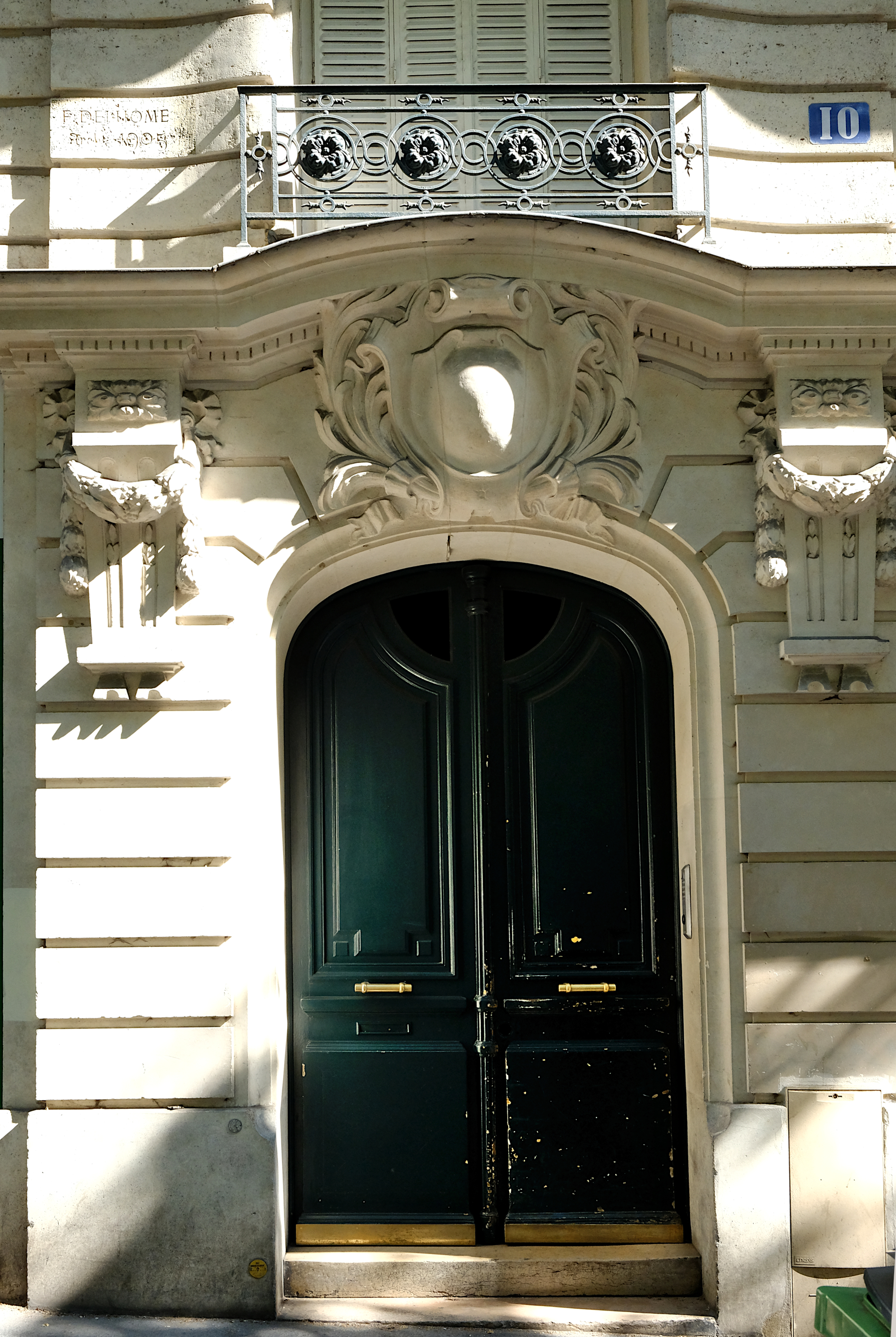
No 10.
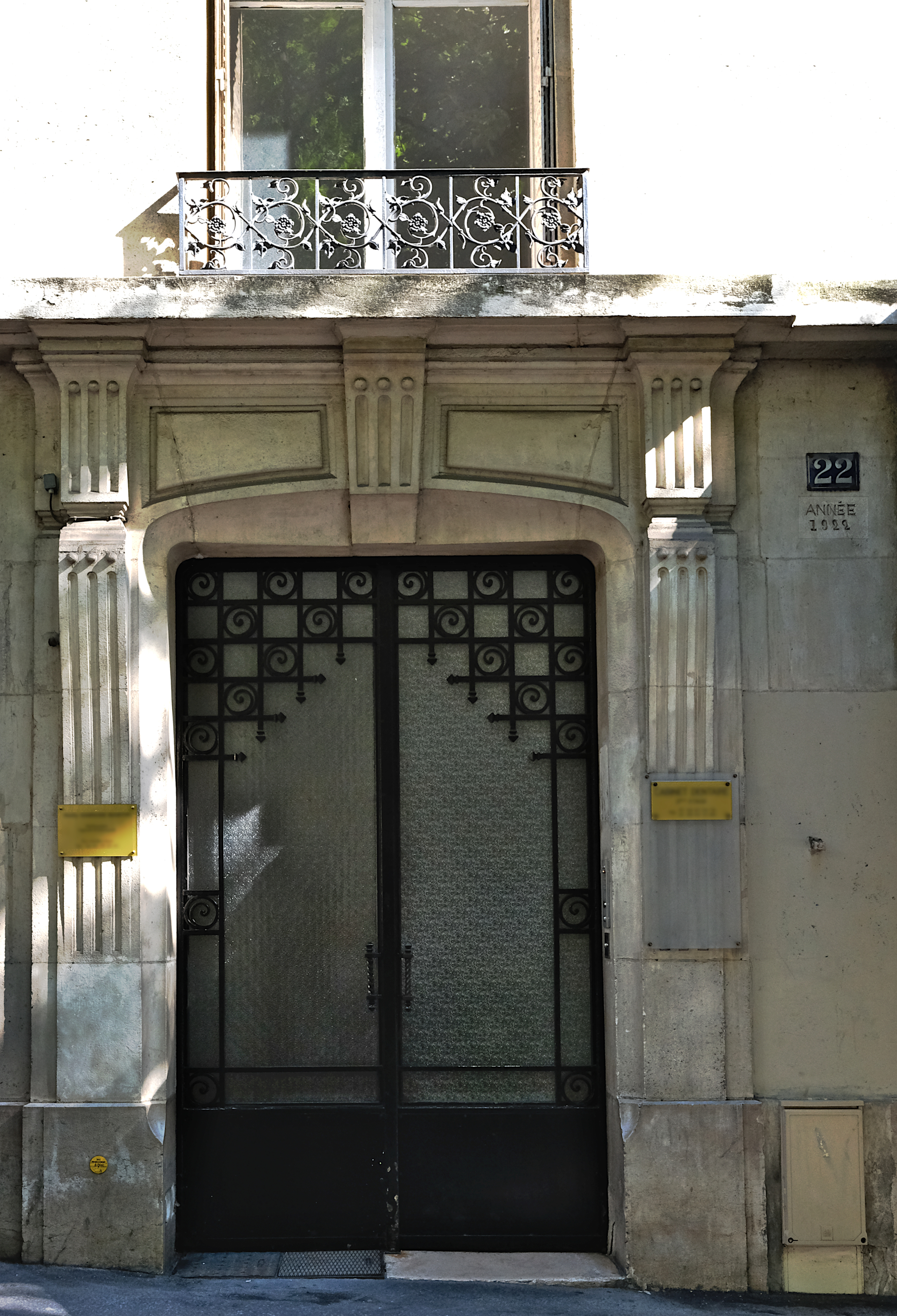
No 22.